# Ralph Craig
Ralph Cook Craig (Detroit, Michigan, 1889. június 21. – Lake George, New York, 1972. július 21.) olimpiai bajnok amerikai atléta.
1910-ben a Michigani Egyetem színeiben megnyerte a 220 yardos futást az amerikai főiskolai bajnokságon. Két aranyérmet nyert 1912-ben a stockholmi olimpián, 100 és 200 méteres síkfutásban. 1948-ban, a londoni olimpián ő vitte az Amerikai Egyesült Államok zászlaját.